# Moore zwischen Greifswald und Miltzow
Moore zwischen Greifswald und Miltzow este o arie protejată (arie specială de conservare — SAC, sit de importanță comunitară — SCI) din Germania întinsă pe o suprafață de 245 ha, integral pe uscat.

## Localizare
Centrul sitului Moore zwischen Greifswald und Miltzow este situat la coordonatele 54°07′45″N 13°20′26″E / 54.1292°N 13.3406°E.

## Înființare
Situl Moore zwischen Greifswald und Miltzow a fost declarat sit de importanță comunitară în aprilie 2004 pentru a proteja 1 specie de animale. Situl a fost protejat și ca arie specială de conservare în august 2016.

## Biodiversitate
Situată în ecoregiunea continentală, aria protejată conține 5 habitate naturale: Lacuri eutrofice naturale cu vegetație de tip Magnopotamion sau Hydrocharition, Lacuri și iazuri distrofice naturale, Mlaștini turboase de tranziție și turbării mișcătoare, Depresiuni pe substraturi de turbă de Rhynchosporion, Mlaștini împădurite.
La baza desemnării sitului se află o specie protejată de  nevertebrate: libelule (Leucorrhinia pectoralis)